# Sinpo
För akronymen SINPO, se SINPO (radio).
Sinpo är en stad i Södra Hamgyong i Nordkorea. Befolkningen uppgick till 152 759 invånare vid folkräkningen 2008, varav 130 951 invånare bodde i själva centralorten. Staden ligger vid kusten mot Japanska havet, är en viktig fiskeort och är känd för sin akvakultur (fiskodlingar och dylikt). Mayangön ligger strax utanför kusten och administreras av Sinpo.